# Памела Мюелбауър
Памела Мюелбауър (на английски: Pamela Muelhbauer) е американска писателка на произведения в жанра романс. Пише под псевдонима Памела Бауър (на английски: Pamela Bauer) и една книга под псевдонима Памела Джеролд (Pamela Jerrold).

## Биография и творчество
Памела Мюелбауър е родена през 1950 г. в Минеаполис, Минесота, САЩ, в семейство с 6 деца.
Първият ѝ романс „Halfway to Heaven“ излиза през 1986 г. Тя пише романтични комедии, чието действие се развива в Средния Запад.
Памела Мюелбауър живее в Сейнт Майкълс, Минеаполис.

## Произведения

### Самостоятелни романи
- Halfway to Heaven (1986)
- Walking on Sunshine (1988)
- Memories (1990)
- The Other Mother (1990) – като Памела Джерълд
- The Model Bride (1993)
Момиче от витрина, изд.: „Арлекин България“, София (1994), прев. Пламен Кирилов
- I Do, I Do (1994)
- Merry's Christmas (1995)
- A Wife for Christmas (1996) – с Джуди Кей
- The Pick-Up Man (1997)
- Mail Order Cowboy (1998)
- Babe in the Woods (1998)
- Make-believe Mother (1998) – с Джуди Кей
- Saving Christmas (1999)
- Corporate Cowboy (2000)
- Taming the Boss (2000) – с Джуди Кей
- The Marriage Portrait (2000)
- 14 Valentine Place (2002)

### Серия „Семейство Озбърн“ (Osborne Family)
1. Seventh Heaven (1991)
2. On Cloud Nine (1991)
3. Swinging on a Star (1992)

### Участие в общи серии с други писатели

#### Серия „Западни любовници: Бащите Ранчин“ (Western Lovers: Ranchin' Dads)
14. His and Hers (1987)
от серията има още 17 романа от различни автори

#### Серия „Роден град Реюнион“ (Hometown Reunion)
- Fancy's Baby (1997)

от серията има още 11 романа от различни автори

#### Серия „Семеен мъж“ (Family Man)
29. Daddy's Home (1999)
от серията има още 28 романа от различни автори

#### Серия „Добре дошли в Ривърбенд“ (Welcome to Riverbend)
- That Summer Thing (2000)

от серията има още 4 романа от различни автори

#### Серия „Близнаци“ (Twins)
8. Two Much Alike (2001)
от серията има още 18 романа от различни автори

#### Серия „Девет месеца по-късно“ (Nine Months Later)
- A Baby in the House (2003)

от серията има още 63 романа от различни автори

#### Серия „Ти, аз и децата“ (You, Me and the Kids)
3. The Man Upstairs (2003)
от серията има още 24 романа от различни автори

#### Серия „Самотен баща“ (Single Father)
10. Bachelor Father (2005)
от серията има още 34 романа от различни автори

#### Серия „Поредица на Джой“ (Bundles of Joy)
- Having Justin's Baby (2008)

от серията има още 41 романа от различни автори

### Сборници
- Valentine Bachelors (1995) – с Елиз Тайтъл и Тифани Уайт
- The Bodyguard (1995) – с Евелин Кроу и Джоан Рос
- Almost a Father (1998) – с Джуди Кей
- Sanctuary (2003) – с Лора Абът, Джудит Боуен, К.Н. Каспър, Бренда Новак и Карън Тод
- Baby in the House / My Name is Nell (2004) – с Лора Абът